# Dél-Alföld
La Gran Llanura Meridional (en húngaro: «Dél-Alföld») es una región estadística (NUTS 2) de Hungría. Forma parte de la región mayor de Alföld és Észak (NUTS 1). La región Dél-Alföld agrupa tres condados húngaros: Békés, Bács-Kiskun y Csongrád. Su capital es Szeged. 

## Ciudades más pobladas
| Ciudad           | Población (2009) |
| ---------------- | ---------------- |
| Szeged           | 169.030          |
| Kecskemét        | 111.428          |
| Békéscsaba       | 64.784           |
| Hódmezővásárhely | 47.258           |
| Baja             | 37.707           |
| Gyula            | 32.055           |
| Kiskunfélegyháza | 30.523           |
| Orosháza         | 30.032           |
| Szentes          | 29.117           |
| Kiskunhalas      | 28.997           |
| Makó             | 24.403           |
| Békés            | 20.465           |